# لودویگ نوربرت
لودویگ نوربرت (انگلیسی: Ludwig Norbert؛ زادهٔ ۱۹ نوامبر ۱۹۸۳) بازیکن فوتبال اهل فرانسه است.
از باشگاه‌هایی که در آن بازی کرده‌است می‌توان به باشگاه فوتبال رنجرز، باشگاه فوتبال لوریان، باشگاه فوتبال تاتنهام هاتسپر، و باشگاه فوتبال آنژه اشاره کرد.